# Michael Mayer (giocatore di football americano)
Michael R. Mayer (Independence, 6 luglio 2001) è un giocatore di football americano statunitense che milita nel ruolo di tight end per i Las Vegas Raiders della National Football League (NFL). Al college ha giocato per Notre Dame.

## Carriera universitaria
Mayer, originario di Independence nel Kentucky, si mise in evidenza giocando a football nella locale Covington Catholic High School. Nel 2020 andò a giocare per l'Università di Notre Dame con i Fighting Irish impegnati, da indipendenti, nella Divisione I della Football Bowl Subdivision (FBS) della NCAA.
Già dal suo primo anno a Notre Dame fu nominato tight end titolare, ed inserito nel Third-Team All-ACC. Concluse il suo secondo anno venendo nominato nel Third-Team All-American. Al termine della stagione 2022 Mayer divenne il miglior tight end nella storia di Notre Dame per numero di ricezioni (180), yard ricevute (2.099) e touchdown su ricezione (18), Mayer fu nominato Consensus All-American per il 2022, primo giocatore di Notre Dame a riuscirvi dal 1976.
Il 7 dicembre 2022 Mayer annunciò di rinunciare al suo ultimo anno nel college football e di voler passare tra i professionisti.
Premi e riconoscimenti
- Consensus All-American (2022)
- Third-Team All-American (2021)
- Third-team All-ACC (2020)

Statistiche al college
| Stagione | Stagione   | Stagione   | Stagione   | Stagione | Stagione | Ricezioni | Ricezioni | Ricezioni | Ricezioni | Ricezioni |
| Anno     | Squadra    | Campionato | Conference | P        | PT       | Ric.      | Yard      | Media     | Max       | TD        |
| -------- | ---------- | ---------- | ---------- | -------- | -------- | --------- | --------- | --------- | --------- | --------- |
| 2020     | Notre Dame | FBS Div. I | Indip.     | 12       | 4        | 42        | 450       | 10,7      | 29        | 2         |
| 2021     | Notre Dame | FBS Div. I | Indip.     | 12       | 12       | 71        | 840       | 11,8      | 52        | 7         |
| 2022     | Notre Dame | FBS Div. I | Indip.     | 12       | 12       | 67        | 809       | 12,1      | 37        | 9         |
| Totale   | Totale     | Totale     | Totale     | 36       | 28       | 180       | 2.099     | 11,7      | 52        | 18        |

Fonte: Notre DameIn grassetto i record personali in carriera

## Carriera professionistica

### Las Vegas Raiders
Mayer fu scelto nel corso del secondo giro, 35ª scelta assoluta, del Draft NFL 2023 dai Las Vegas Raiders. I Raiders per selezionare Mayer scambiarono la loro scelta originale del secondo giro (la 38ª) e una del quinto giro (la 141ª) per acquisire la 35ª dagli Indianapolis Colts. Il 14 giugno 2023 Mayers firmò il suo contratto da rookie con i Raiders: un accordo quadriennale da 9,3 milioni di dollari.

#### Stagione 2023
Il 29 agosto 2023 Mayer rientrò nel roster attivo dei Raiders.  Debuttò da professionista il 10 settembre 2023 giocando da titolare nella gara del primo turno, la vittoria 17-16 sui Denver Broncos. Nella gara del terzo turno, la sconfitta 18-23 subita dai Pittsburgh Steelers, Mayer mise a tabellino i suoi primi punti in carriera, segnando su ricezione una conversione da due punti. Nella partita di settimana 5, la vittoria 21-17 sui New England Patriots, Mayers risultò il miglior ricevitore della squadra con cinque ricezioni per 75 yard. Segnò il suo primo touchdown da professionista nella gara del decimo turno, la vittoria 16-12 contro i New York Jets, su passaggio da 7 yard dell'altro rookie Aidan O'Connell, segnatura avvenuta nell'ultimo quarto di gioco e risultata poi decisiva per il risultato finale. Tornò a segnare un touchdown nella gara del quindicesimo turno, la larga vittoria 63-21 contro i Los Angeles Chargers, contribuendo a stabilire il nuovo record di franchigia dei Raiders per punti segnati in una gara con 63 ed in cui inoltre contenne egregiamente il linebacker avversario Khalil Mack. Saltó per infortunio ad un dito di un piede le ultime tre partite stagionali, concludendo la sua prima annata da professionista con
27 ricezioni per 304 yard e due touchdown in 14 presenze, 12 da titolare.

#### Stagione 2024
Iniziò la sua seconda stagione da professionista dividendosi il ruolo col rookie Brock Bowers, scelto dai Raiders al primo giro del Draft NFL 2024. Giocò le prime tre gare stagionali, due come titolare, facendo quattro ricezioni per 21 yard, per poi saltare le successive due gare per un non meglio precisato problema personale e quindi l'11 ottobre 2024 essere inserito in lista riserve/indisponibili non a causa del football, dovendo quindi stare fuori per almeno quattro altre gare. Di tale situazione personale che lo teneva lontano dal campo si seppe solo che già l'aveva dovuta affrontare in passato e che comunque non riguardava problemi contrattuali o di utilizzo in squadra. Ritornò ad allenarsi oltre un mese dopo, il 13 novembre, non fornendo alla stampa nessuna informazione su cosa l'avesse tenuto lontano dal football per tutto questo periodo e facendo solo sapere che era stato a casa sua a Cincinnati. Il 16 novembre, alla vigilia della gara dell'undicesimo turno contro i Miami Dolphins, fu reinserito nel roster attivo. Terminò la sua seconda stagione da professionista con 11 presenze, di cui otto come titolare, facendo 21 ricezioni per 156 yard e nessun touchdown.

## Statistiche

### Stagione regolare
| Stagione | Stagione | Stagione | Stagione | Ricezioni | Ricezioni | Ricezioni | Ricezioni | Ricezioni |     | Fumble | Fumble |
| Anno     | Squadra  | P        | PT       | Ricezioni | Ricezioni | Ricezioni | Ricezioni | Ricezioni |     | Fumble | Fumble |
| Anno     | Squadra  | P        | PT       | Ric       | Yard      | Media     | Max       | TD        | Fmb | Persi  |        |
| -------- | -------- | -------- | -------- | --------- | --------- | --------- | --------- | --------- | --- | ------ | ------ |
| 2023     | LV       | 14       | 12       | 27        | 304       | 11,2      | 32        | 2         | 0   | 0      |        |
| 2024     | LV       | 11       | 6        | 21        | 156       | 7,4       | 29        | 0         | 0   | 0      |        |
| Totale   | Totale   | 25       | 20       | 48        | 460       | 9,6       | 32        | 2         | 0   | 0      |        |

Fonte: Football Database
Statistiche aggiornate alla stagione 2024